# Bọ gậy

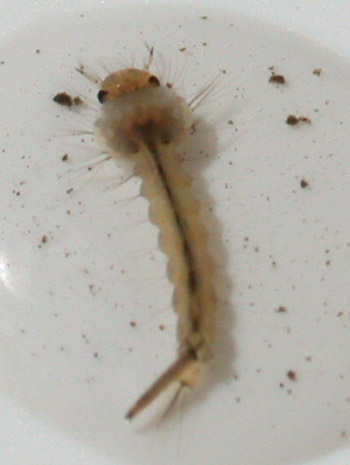
Một con bọ gậy, ấu trùng của muỗi. Bọ gậy phải thường xuyên bơi lên mặt nước, lấy oxy trong không khí thông qua một ống thở ở đuôi. Đa phần chúng ăn các vi sinh vật trong nước để sống.

Bọ gậy là một dạng ấu trùng của muỗi, hình thành ở giai đoạn thứ hai trong vòng đời của muỗi. Muỗi có 4 giai đoạn trong vòng đời là trứng muỗi, bọ gậy (ấu trùng), cung quăng (nhộng) và muỗi trưởng thành. Muỗi cái trưởng thành đẻ trứng theo từng đợt.

## Đặc điểm
Sau khi muỗi đẻ trứng, sau 2-3 ngày thì trứng thường nở thành bọ gậy. Sau khi nở, bọ gậy không phát triển liên tục mà trải qua 4 giai đoạn khác nhau, gồm: Ở tuổi thứ nhất, bọ gậy có kích thước khoảng 1,5 mm và ở tuổi thứ tư nó có kích thước khoảng 8–10 mm.
Bọ gậy không có chân nhưng có đầu phát triển, mình phủ nhiều lông, bơi được bằng các chuyển động của cơ thể. Bọ gậy ăn tảo, vi khuẩn và các vi sinh vật trong nước. Nơi khí hậu ấm áp, thời gian bọ gậy phát triển cần khoảng 4 - 7 ngày hoặc dài hơn nếu thiếu thức ăn. Sau đó, bọ gậy khi đã phát triển đến tuổi thứ tư chuyển hóa thành cung quăng có hình dấu phẩy.

## Phòng ngừa

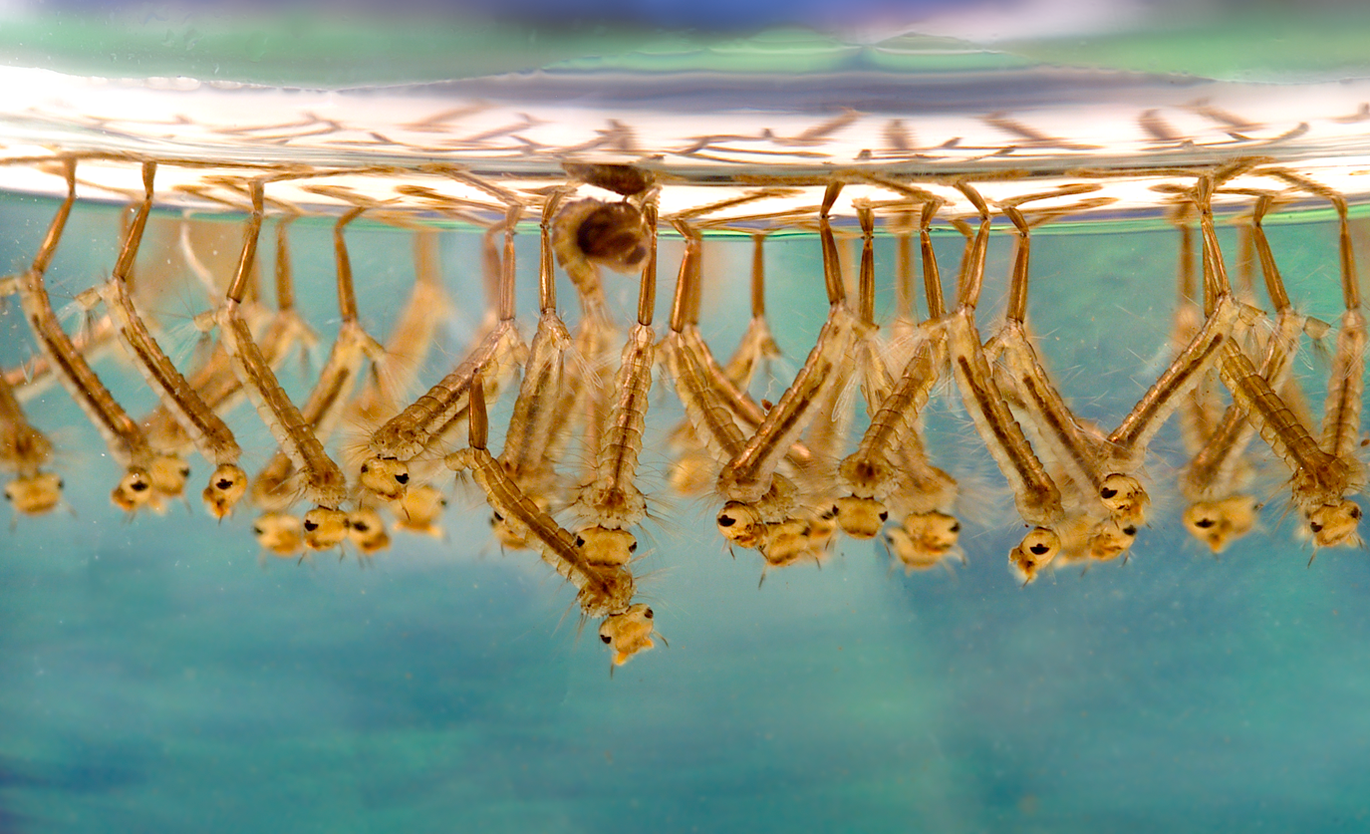
Hình chụp về những con bọ gậy

Các biện pháp diệt bọ gậy muỗi truyền bệnh không làm giảm ngay số lượng muỗi đốt, có khi phải mất vài ngày hoặc vài tuần mới giảm được số lượng muỗi đốt. Diệt bọ gậy muỗi truyền bệnh bao gồm các biện pháp khác nhau như thau vét bọ gậy, làm thay đổi nơi sinh sản của muỗi, làm cho bọ gậy không sinh sôi, nảy nở được. Khống chế không cho muỗi trưởng thành đến được nơi sinh sản. Thả cá và các loài sinh vật ăn bọ gậy khác vào những nơi có bọ gậy muỗi. Đồng thời có thể dùng các loại hóa chất diệt bọ gậy. Các biện pháp can thiệp này nhắm tới mục đích là giảm nguồn truyền bệnh đến con người.
Việc làm thoát nước ở các khu vực đầm lầy, nước tù đọng, đất đai khai khẩn và các biện pháp lâu dài khác được thực hiện từ đầu thế kỷ 20 ở nhiều nơi đã góp phần rất tích cực trong các biện pháp phòng chống và giảm thiểu những bệnh do muỗi truyền. Diệt bọ gậy muỗi truyền bệnh cần phải được thực hiện chung quanh nơi sinh sống của con người trong phạm vi lớn hơn phạm vi dự định diệt muỗi. Đối với nhiều loài muỗi, phạm vi này khoảng 1,5–2 km. Các biện pháp không có hiệu quả lâu dài cần phải được duy trì suốt trong thời gian có muỗi truyền bệnh hoạt động mạnh.